# Piñata

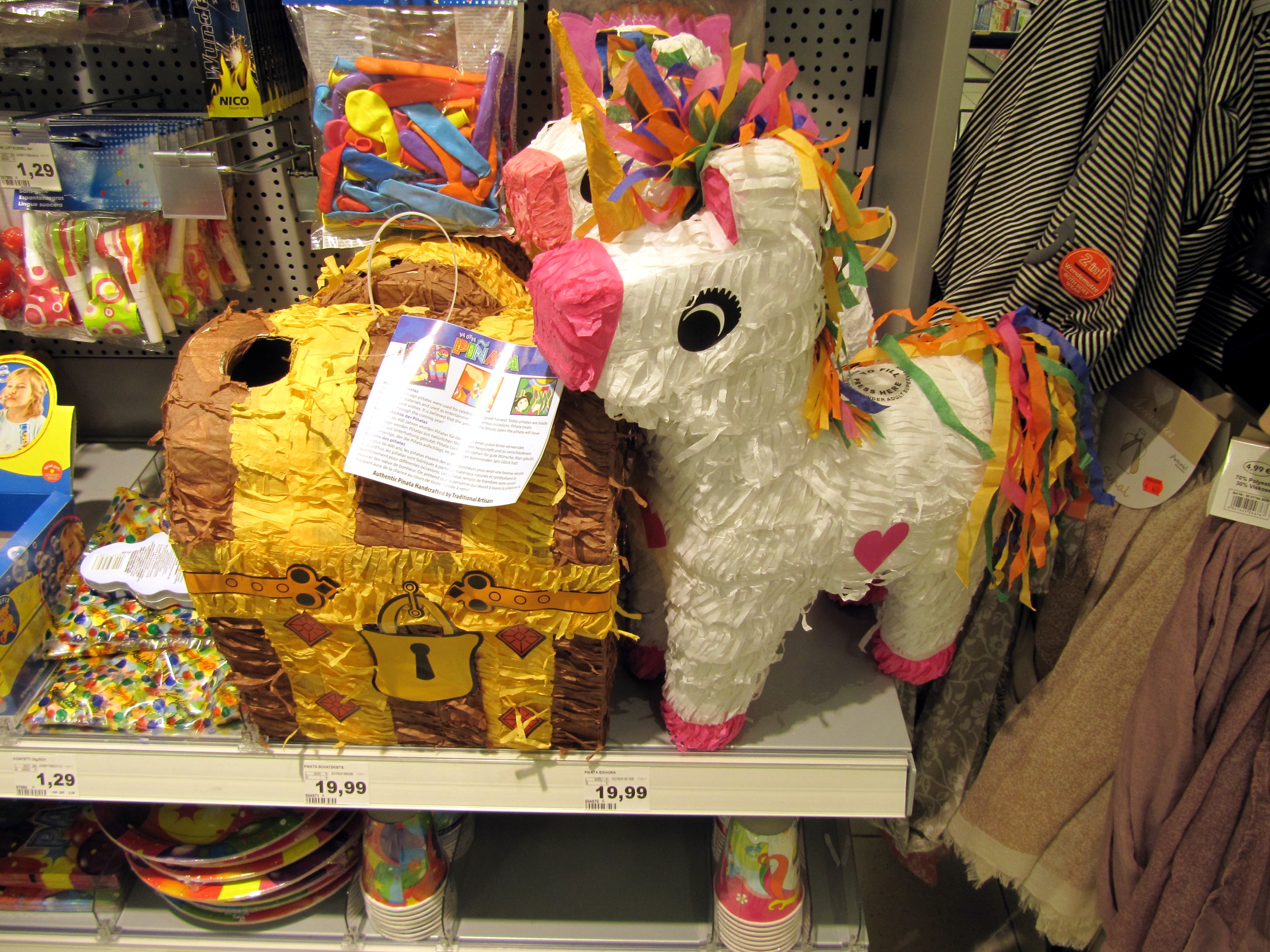
Piñatas in einem Drogeriemarkt in Hamburg

Die Piñatas [piˈɲata], im Deutschen  seltener auch Pinatas, sind bunt gestaltete Figuren, heutzutage aus Pappmaché, früher aus mit Krepppapier umwickelten Tontöpfen, die bei Kindergeburtstagsfeiern mit Süßigkeiten und traditionell mit Früchten (Mandarinen, Zuckerrohr, Guaven, Tejocotes, Jicamas, Erdnüssen) gefüllt sind. Sie sind in Mexiko und Mittelamerika bei Kindergeburtstagen und zur Weihnachtszeit und in Spanien zu Ostern verbreitet. Piñatas werden durch den Einzelhandel seit den 2010er-Jahren auf dem deutschen Markt angeboten.

## Regeln

Eine Frau zerschlägt eine Piñata

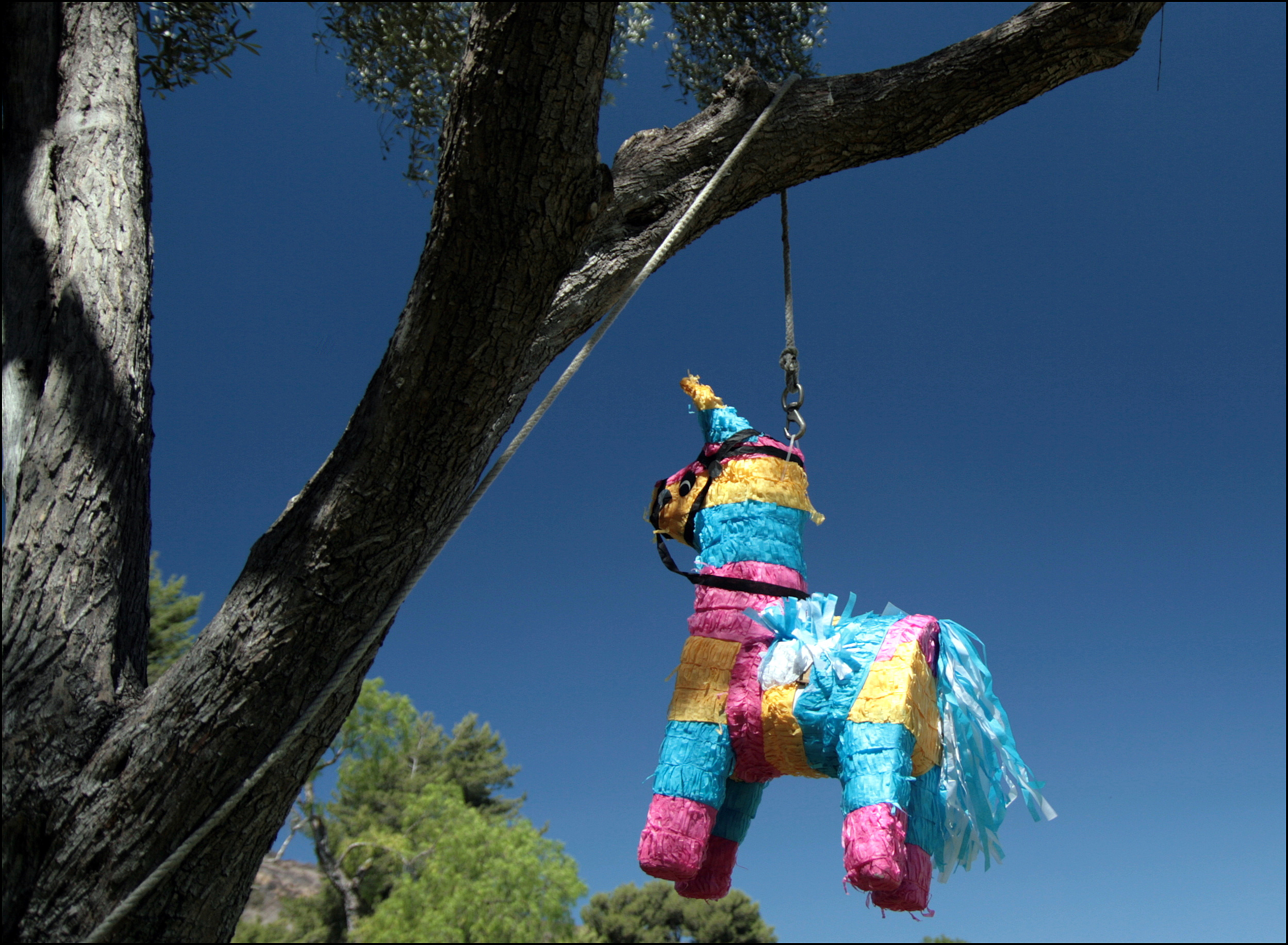
Am Baum aufgehängte Piñata in San Diego, Kalifornien

Kinder, deren Augen verbunden sind, schlagen abwechselnd mit einem Stock auf die Piñata ein, bis sie zerbricht und die in ihr versteckten Überraschungen herausfallen. Die Piñata hängt dabei meist an einem Seil über den Kindern und ist nur mit dem Stock erreichbar. Eine weitere Variante besteht darin, die Piñata so anzubringen, dass sie sich hoch und herunter ziehen lässt, um es noch spannender und lustiger zu gestalten. Jeweils einem Kind werden die Augen verbunden, und es versucht, mit dem Piñatastock die Piñata zu treffen und sie dabei aufzubrechen. Die anderen Kinder singen in der Zwischenzeit das untenstehende Lied. Ist das Lied zu Ende, darf das nächste Kind sein Glück versuchen. Zerbricht die Piñata, dürfen alle Kinder so viel aufheben, wie sie erwischen können.
Für kleinere Kinder gibt es die Pullpiñata. Diese Piñatas haben an der Unterseite mehrere Schnüre, die von den Kindern abwechselnd gezogen werden; nur eine der Schnüre öffnet das Fach, aus dem die Spielzeuge und Süßigkeiten herausfallen.
Um dem Kind zu helfen, die Piñata zu finden und zu treffen, singt man:
| Spanischer Text Dale, dale, dale No pierdas el tino Porque si lo pierdes Pierdes el camino Dale, dale, dale No pierdas el tino Mide la distancia Que hay en el camino Dale, dale, dale No pierdas el tino Porque si lo pierdes Pierdes el camino Dale, dale, dale Dale y no le dio Quítenle el palo Porque sigo yo | Sinngemäße Übersetzung Schlag sie, schlag sie, schlag sie Verlier nicht dein Ziel (wörtl. Treffsicherheit) Denn verlierst du es Kommst du vom Weg ab Schlag sie, schlag sie, schlag sie Verlier nicht dein Ziel Miss die Entfernung Die noch vor dir liegt Schlag sie, schlag sie, schlag sie Verlier nicht dein Ziel Denn verlierst du es Kommst du vom Weg ab Schlag sie, schlag sie, schlag sie Er/sie schlägt und hat nicht getroffen Nimm ihm/ihr den Stock weg Denn jetzt bin ich dran |

Neben dieser Version existieren die folgende verkürzte Variante und verschiedene andere Lieder:
| Spanischer Text Dale, dale, dale No pierdas el tino Porque si lo pierdes Pierdes el camino Ya le diste una Ya le diste dos Ya le diste tres Y tu tiempo se acabó | Sinngemäße Übersetzung Schlag sie, schlag sie, schlag sie Verlier nicht dein Ziel (wörtl. Treffsicherheit) Denn verlierst du es Kommst du vom Weg ab Du hast einmal geschlagen Du hast zweimal geschlagen Du hast dreimal geschlagen Und deine Zeit ist um |

## Bedeutung

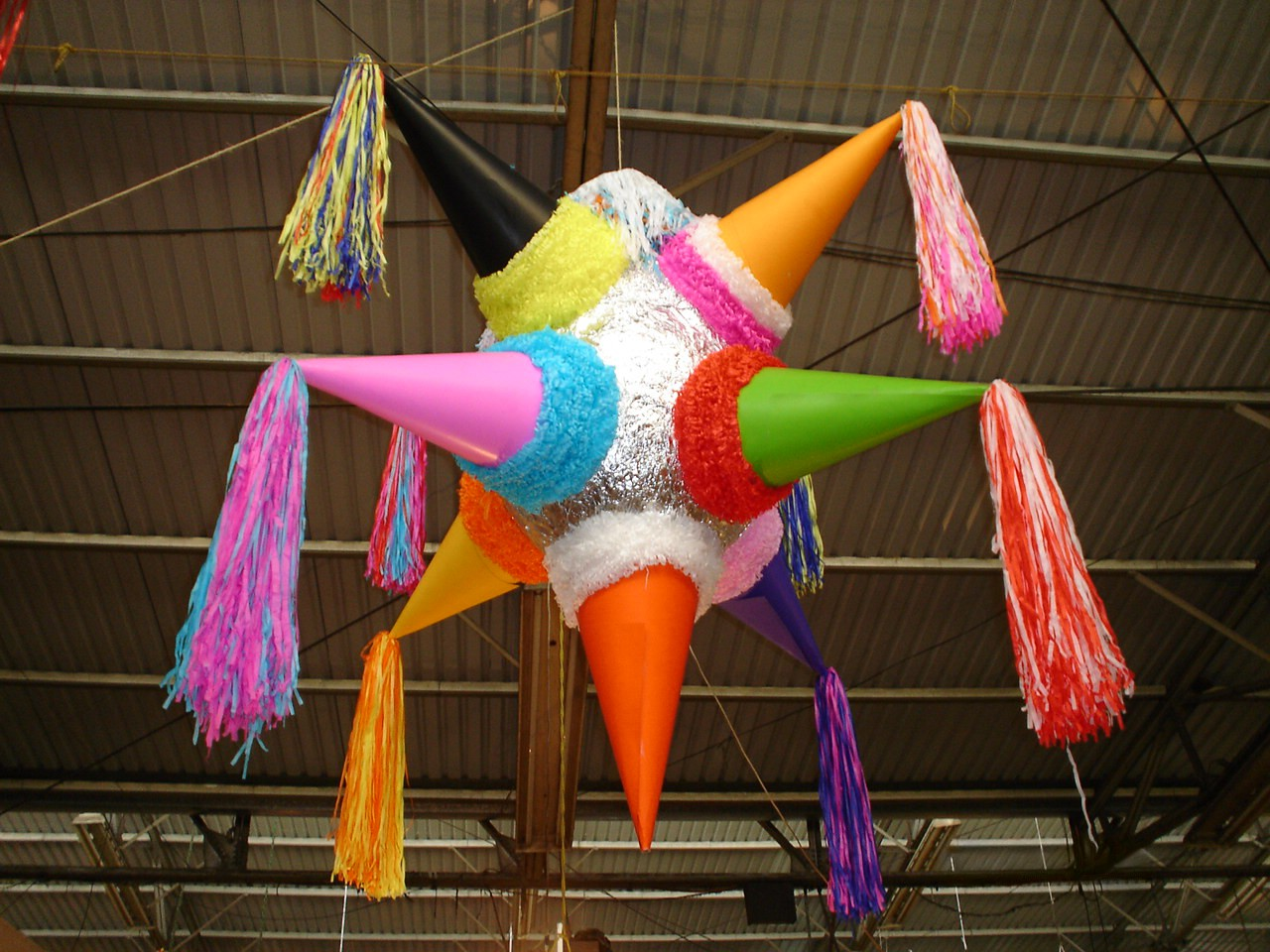
Neuneckige Piñata

Für Mittelamerika ist die Piñata ein Symbol für Fiestas.
Die traditionelle christliche Piñata ist eine Kugel mit sieben kegelförmigen Spitzen, die die sieben Todsünden symbolisieren. In der Vorweihnachtszeit werden diese Sterne oft bei den Feiern der Posadas verwendet, sie symbolisieren das Böse. Einmal zerschlagen, stehen das herabfallende Obst und die Süßigkeiten für den Segen für alle Teilnehmer. Der Stock, der zum Schlagen benutzt wird, symbolisiert die Kraft, die Gott einem gibt, um das Böse zu bekämpfen, die verbundenen Augen den Glauben. Heute hat die Piñata ihre religiöse Symbolik, außer zur Weihnachtszeit, verloren und dient der Unterhaltung.
Moderne Piñatas haben die Form von Comicfiguren, Schatzkisten oder Einhörnern. Manche werden dem Aussehen von Politikern nachempfunden.

## Geschichte
Ursprünglich kommt die Piñata aus China, wo sie Marco Polo zum ersten Mal in Form von Kühen gesehen haben soll. Mit buntem Papier und anderen dekorativen Elementen beklebt begrüßte man mit ihr das neue Jahr. Die Figuren wurden mit Stöcken zerschlagen und anschließend verbrannt, die Asche wurde gesammelt und als Glücksbringer für das kommende Jahr aufbewahrt. Die Sitte wurde in Südeuropa im 14. Jahrhundert bekannt und wurde in der Fastenzeit praktiziert.

## Wortbedeutung
Das italienische Wort pignatta bedeutet so viel wie „zerbrechlicher Topf“. Dieser Tontopf dient zum Wasserholen. Die Form dieses Gefäßes ähnelt einer Ananas, die auf Spanisch piña heißt.

## Verbreitung

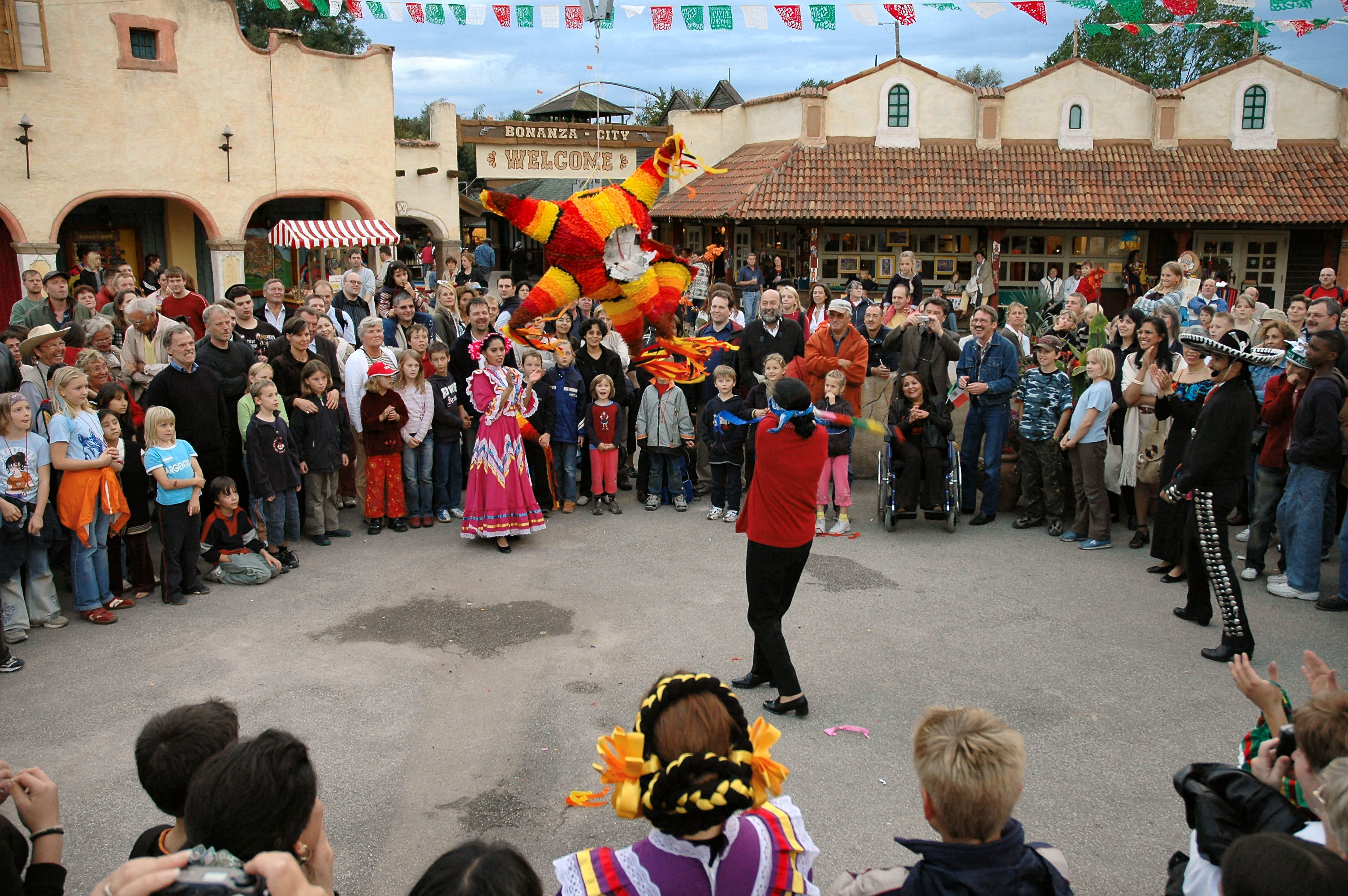
Eine Piñata im Hansa-Park in Schleswig-Holstein

Als sich der Brauch in Spanien verbreitete, bekam der erste Sonntag der Fastenzeit den Namen Danza de la Piñata. Die Spanier benutzten dabei ebenfalls einen Wassertopf. Dieser ursprünglich einfache Tontopf wurde bunt bemalt und mit Wimpeln und Papierbüscheln dekoriert.
Anfang des 16. Jahrhunderts nutzten spanische Missionare die Piñata, um ihre religiösen Zeremonien für die Indianer attraktiver zu machen und zu bekehren. Dazu gebrauchten sie eine einheimische Tradition, bei der die Mayas bunt bemalte Tontöpfe zerschlugen, um ihre Götter zu ehren. Dieser Brauch hat sich seitdem in Lateinamerika verbreitet.
In Pego, in der Autonomen Gemeinschaft Valencia, ist die Pinyata (katalanische Schreibweise) bekannt, die am Samstag nach Karneval gefeiert wird. Mit ihr wird die Trauer über das Ende des Karnevalsfestes zum Ausdruck gebracht. Ganz Pego beweint den Feuertod des Carnevals, dargestellt durch eine Sardine aus Pappmaché. Das Fest wird auch Enterrament de la Sardina (katalanisch) bzw. Sepultura de la Sardina (spanisch; auf Deutsch „Beerdigung der Sardine“) genannt.
In Nicaragua wurde mit La Piñata auch die Selbstbereicherung sandinistischer Führungskader nach ihrer Wahlniederlage bezeichnet. Zwischen dem 25. Februar 1990 (Wahltag) und dem 25. April 1990 (Amtsübergabe) wurde staatliches Eigentum wie Büroausstattungen und Dienstwagen entwendet und Ländereien sowie Häuser auf Privatpersonen übertragen.
Im Westernfilm Ein Fressen für die Geier mit Clint Eastwood und Shirley MacLaine von 1970 dient eine mit Dynamit gefüllte Piñata mexikanischen Partisanen als Bombe gegen eine französische Kolonie.
Piñatas werden seit den 2010er-Jahren in Deutschland über den Einzelhandel (Drogerien und Spielwarenläden) ganzjährig für Kindergeburtstage vertrieben. Der Freizeitpark Hansa-Park bietet während der Saison mehrmals täglich das Zerschlagen einer Piñata für die Besucher an. Auch bei Hochzeiten wird es vermehrt zu einem beliebten Spiel.
In den USA werden Piñatas von der aus Mittelamerika stammenden Bevölkerung bei Kindergeburtstagen verwendet.